# Вокшозеро (озеро, Кемский район)
Вокшозеро — озеро на территории Куземского сельского поселения Кемского района Республики Карелия.

## Общие сведения
Площадь озера — 13,6 км², площадь водосборного бассейна — 667 км². Располагается на высоте 87,1 метров над уровнем моря.
Форма озера лопастная, продолговатая, вытянуто с запада на восток. Берега озера сильно изрезанные, каменисто-песчаные, местами заболоченные.
Через озеро протекает река Поньгома, втекая в него с южной стороны и вытекая — с восточной.
Через протоку Глубокая Салма озеро соединяется с Малым Вокшозером, в которое, в свою очередь, втекает протока из озера Сухого, которое является устьем Кукшручья.
В озере расположены более двадцати островов, однако их количество может варьироваться в зависимости от уровня воды.
Населённые пункты возле озера отсутствуют. Ближайший — посёлок Шомба — расположен в 29 км к юго-западу от озера.
Код объекта в государственном водном реестре — 02020000711102000003887.

## Малое Вокшозеро
Озеро расположено выше по течению относительно Вокшозера. Протокой соединяется с озером Сухое, в которое втекает Кукшручей. Озеро имеет продолговатую форму. С западной стороны в него втекает безымянный ручей, берущий начало из озера Рахеозеро на высоте 90,8 метров над уровнем моря.